# Sieben Rila-Seen
Die Sieben Rila-Seen (bulgarisch Седем рилски езера, Sedem rilski ezera) liegen im nordwestlichen Teil des Rilagebirges in Bulgarien. Sie sind die meistbesichtigten Seen in Bulgarien. Die Seen liegen in einer Höhe von 2100 bis 2500 Metern.
Jeder See hat einen Namen, der an bestimmten Merkmalen ausgemacht wird.
Die Sieben Rila-Seen sind unter den 100 nationalen touristischen Objekten Bulgariens aufgelistet, die vom Bulgarischen Tourismusverband erstellt wurde.

## Liste
| Bulg. Name    | Transliteration | Übersetzung    | Höhe   | Bemerkung                                                 |
| ------------- | --------------- | -------------- | ------ | --------------------------------------------------------- |
| Сълзата       | Salzata         | die Träne      | 2535 m | Benannt nach dem klaren Wasser, kleinster See             |
| Окото         | Okoto           | das Auge       | 2440 m | Benannt nach seiner Ovalen Form Tiefster See in Bulgarien |
| Бъбрека       | Babreka         | die Niere      | 2282 m | Steilstes Ufer aller Seen                                 |
| Близнака      | Blisnaka        | der Zwilling   | 2243 m | Größter See in der Umgebung                               |
| Трилистника   | Trilistnika     | das Dreiblatt  | 2216 m | Auffallende Form und flachstes Ufer                       |
| Рибното езеро | Ribnoto ezero   | der Fischsee   | 2184 m | Seichtester See                                           |
| Долното езеро | Dolnoto ezero   | der untere See | 2095 m | Tiefstgelegener See                                       |